# Independence (1976)
Independence ist ein von John Huston anlässlich des 200. Jahrestages der Gründung der Vereinigten Staaten von Amerika (1776) hergestelltes, knapp halbstündiges Doku-Drama. E. G. Marshall fungiert als Off-Sprecher.

## Handlung
In chronologischer Reihenfolge lässt Regisseur Huston diejenigen Ereignisse Revue passieren, die im ausgehenden 18. Jahrhundert zur Gründung der USA führten. Bekannte Hollywood-Schauspieler verkörpern dabei die Gründerväter der Nation, darunter George Washington, Thomas Jefferson, Benjamin Franklin und John Adams. Sie sind die zentralen Vertreter bei den historischen Ereignissen, die sich in Philadelphia bei der Gründung der Nation ereigneten. Nachgestellt wurden in der 29-minütigen Spielhandlung die Unterzeichnung der Unabhängigkeitserklärung (1776), die Etablierung des Verfassungskonvents (1787) und die Amtseinführung von Präsident John Adams (1797).

## Produktionsnotizen
Independence entstand 1975 und wurde am Independence Day, dem 4. Juli 1976, uraufgeführt.
Ann Roth entwarf die zahlreichen historischen Kostüme des 18. Jahrhunderts, Gene Rudolph die Filmbauten.